# Sitticus cutleri
Sitticus cutleri là một loài nhện trong họ Salticidae.
Loài này thuộc chi Sitticus. Sitticus cutleri được Jerzy Prószyński miêu tả năm 1980.